# Merlino
Pour les articles homonymes, voir Merlino (homonymie).
Merlino est une commune italienne d'environ 1 800 habitants située dans la province de Lodi, en Lombardie, dans le Nord-Ouest de l'Italie.

## Étymologie
L’étymologie du nom de la commune est incertaine. Certains supposent que ce nom provient du latin Locum Merle.

## Géographie
Le village se trouve à 12-15 kilomètres au nord de Lodi et à 25 au sud-est de Milan.

## Histoire
Merlino a d’abord appartenu aux comtes de Merlin, puis fut transmise en 1370 à Barnabé Visconti (1323-1385) et à sa femme.
De 1647 à 1782, ce sont les comtes de Belgioso qui exerceront la souveraineté sur le territoire de Merlino.

## Économie
L’économie principale est l’agriculture, il y a aussi de petites industries artisanales.

## Monuments
Merlino possède une église, l’église Santo Stefano, édifiée au VIIIe siècle, située dans le centre historique. Dédiée à saint Étienne, l’un des sept premiers diacres, martyr au Ier siècle, elle a été restructurée au Xe siècle et rénovée en 1615.
On doit également signaler un château, le Palais Carcassola, situé dans le hameau de Marzano, édifié par les marquis Carcassola, qui, à l’abandon vers le milieu du XIXe siècle, fut transformé en hôpital pour soigner les victimes d’une épidémie de choléra.

## Administration
| Période                                  | Période  | Identité       | Étiquette | Qualité |
| ---------------------------------------- | -------- | -------------- | --------- | ------- |
| 14 juin 2004                             | En cours | Giovanni Fazzi |           |         |
| Les données manquantes sont à compléter. |          |                |           |         |

### Hameaux
- frazioni : Marzano, Vaiano ;
- località : Molino, Torchio, Beccia, Bocche Canal Marzano, Bezzecca, Pradazzo, Risorgenza, Cazzanello, Molino Cazzanello

### Communes limitrophes
Rivolta d'Adda, Settala, Comazzo, Paullo, Zelo Buon Persico, Spino d'Adda